# Lars-Nunatak
Der Lars-Nunatak (norwegisch Larsgaddane ‚Lars-Hügel‘) ist ein isolierter Nunatak im ostantarktischen Königin-Maud-Land. Im Mühlig-Hofmann-Gebirge ragt er 8 km westlich des Gebirgskamms Skigarden auf. 
Norwegische Kartographen, die ihn auch benannten, kartierten ihn anhand von Luftaufnahmen und Vermessungen der Dritten Norwegischen Antarktisexpedition (1956–1960). Namensgeber ist Lars Hochlin (* 1929), Funker und Hundeschlittenführer bei dieser Forschungsreise. Die norwegische Benennung suggeriert, dass es sich um eine Gruppe von Hügeln handelt. Um der eigentlichen Natur des Objekts besser zu entsprechen, entschied sich das Advisory Committee on Antarctic Names 1967 zu einer Anpassung dieser Benennung.